# Торнтон (Колорадо)

Торнтон на карте округа Адамс (сверху) и округ Адамс на карте штата Колорадо (справа внизу).

То́рнтон (англ. Thornton) — город в штате Колорадо, США. В основном находится на территории округа Адамс, но в последнее время, в связи с ростом, также частично находится уже в округе Уэлд, относится к метрополии Денвер—Орора—Лейквуд. Занимает шестое место по количеству жителей среди городов штата и 213-е по этому же показателю среди городов страны (по оценкам 2013 года).

## География
Торнтон находится в западной части округа Адамс, а с середины 2000-х годов также, небольшой частью, в юго-западной части округа Уэлд. Почти со всех сторон Торнтон окружён другими населёнными пунктами: Нортгленн с севера, Уэлби с юга, Шеррелвуд с юго-запада, Федерал-Хайтс с запада. C востока Торнтон ограничен рекой Саут-Платт. Площадь города составляет 69,7 км², из которых 0,9 км² (1,25 %) занимают открытые водные пространства. Через город проходят крупные автодороги I-25, I-76, SH-7, E-470. Ближайший аэропорт — Денвер, находящийся в 25 километрах к востоку от Торнтона.

## История
Раньше земля, на которой ныне раскинулся Торнтон, состояла исключительно из сельхозугодий. В 1953 году некий Сэм Хоффман приобрел часть Вашингтон-стрит в 11 километрах к северу от Денвера. Он основал чётко спланированное поселение, первое в своём роде в округе Адамс. Название Торнтон получил в честь скотовладельца и губернатора Колорадо в 1951—1955 годах Дэниела Торнтона (1911—1976). 31 января 1954 года первые сорок семей въехали в новые одноэтажные кирпичные дома. 28 апреля того же года была создана «Ассоциация Коммуны Торнтон», которая занялась развитием молодого поселения. К концу 1955 года в Торнтоне уже насчитывалось около 5500 жителей. 12 июня 1956 года поселение было инкорпорировано со статусом «город» (city).
В 1960 году в Торнтоне открылась первая библиотека. В 1974 году в городе был построен завод по очистке воды для питьевых нужд населения. В 1975 году открылась первая старшая школа. В ноябре 1979 года мэром была избрана Маргарет Карпентер, которая находилась на этом посту более 20 лет.

## Демография
2000
По переписи 2000 года в Торнтоне проживали 82 384 человека, было 28 882 домохозяйства, 21 517 семей. В 42,3 % домохозяйств проживали дети младше 18 лет, 57,8 % домохозяйств представляли собой супружеские пары, живущие вместе, 11,5 % — женщины — главы семьи без мужа, 25,5 % не являлись семьями. Средняя семья состояла из 3,25 человек.
30 % населения Торнтона были младше 18 лет, 9,6 % были в возрасте от 18 до 24 лет, 36 % — от 25 до 44 лет, 18,8 % — от 45 до 64 лет и 5,6 % жителей были в возрасте 65 лет и старше. Таким образом, средний возраст горожанина составил 31 год. На 100 лиц женского пола приходилось 99 мужского, причём на 100 совершеннолетних женщин приходилось уже 97,2 мужчин сопоставимого возраста.
Средний доход домохозяйства составлял 54 445 долларов в год, семьи — 58 742 доллара. Мужчина в среднем зарабатывал 40 098 долларов в год, женщина — 29 982 доллара. Доход на душу населения составлял 41 471 доллар в год, 4 % семей и 5,2 % населения Торнтона жили за чертой бедности, в том числе 6,4 % несовершеннолетних и 4,5 % пенсионеров.
Расовый состав: белые — 82,71 %, негры и афроамериканцы — 1,46 %, азиаты — 2,5 %, коренные американцы — 1,12 %, уроженцы тихоокеанских островов — 0,11 %, прочие расы — 8,96 %, смешанные расы — 3,14 %, латиноамериканцы (любой расы) — 21,34 %.
2010
По переписи 2010 года в Торнтоне проживали 118 772 человека.
2012
По оценкам 2012 года в Торнтоне проживали 124 140 человек: 62 051 (50 %) мужского пола и 62 089 (50 %) женского. Средний возраст горожанина составил 31,9 лет, при среднем по штату 36 лет. Средний доход домохозяйства составил 60 972 доллара в год при среднем по штату 56 765 долларов, доход на душу населения составил 24 238 долларов в год.
Происхождение предков: немцы — 16,1 %, ирландцы — 8,7 %, англичане — 6,7 %, итальянцы — 3,3 %, французы — 2,1 %. 10 % жителей были рождены вне США, при среднем показателе по штату 9,8 %.
Опрос жителей старше 15 лет показал, что 31,7 % из них никогда не состояли в браке, 53 % в данный момент состоят в браке и живут вместе, 1,1 % состоят в браке, но живут раздельно, 3,2 % вдовствуют и 11 % находятся в разводе.
Расовый состав: белые — 61,3 %, негры и афроамериканцы — 0,9 %, азиаты — 5,6 %, коренные американцы — 0,07 %, уроженцы тихоокеанских островов — 0,06 %, прочие расы — 0,1 %, смешанные расы — 1,6 %, латиноамериканцы — 30,3 %.
2013
По оценкам 2013 года в Торнтоне проживали 127 359 человек.

## Прочее
- В городе работают два крупных гольф-клуба[9][10].
- В городе расположены штаб-квартиры компаний Ascent Solar[англ.] и Ultimate Electronics[англ.] (до 2011 года).
- Радиостанция города — KKZN[англ.].
- Старшие школы города — Старшая школа Торнтона и «Горизонт».